# Cryin’
Cryin’ – singiel amerykańskiego zespołu muzycznego Aerosmith, wydany 20 czerwca 1993 i umieszczony na ich jedenastym albumie studyjnym, zatytułowanym Get a Grip. Piosenkę napisali członkowie zespołu, tj. Steven Tyler i Joe Perry, oraz Taylor Rhodes. Za produkcję odpowiadał Bruce Fairbairn.
Do piosenki został zrealizowany oficjalny teledysk, który osiągnął wynik ponad 315 mln wyświetleń na oficjalnym kanale zespołu w serwisie YouTube. Reżyserią zajął się Marty Callner. W klipie gościnnie wystąpiła Alicia Silverstone.
Za piosenkę zespół odebrał trzy MTV Video Music Awards w 1994 za wygraną w kategoriach: Teledysk roku, Teledysk zespołowy i Wybór widzów.

## Lista utworów
Singel 7″/Kaseta
1. „Cryin’” – 5:08
2. „Walk on Down” – 3:39

Singel CD
1. „Cryin’” (LP Version) – 5:08
2. „Cryin’” (Fade) – 4:14

## Notowania
| Lista (1993)                              | Pozycja |
| ----------------------------------------- | ------- |
| Austria                                   | 5       |
| Belgia (Flandria)                         | 8       |
| Francja                                   | 6       |
| Holandia (Dutch Top 40)                   | 7       |
| Holandia (Single Top 100)                 | 5       |
| Kanada                                    | 8       |
| Niemcy                                    | 7       |
| Norwegia                                  | 1       |
| Polska                                    | 1       |
| Stany Zjednoczone (Hot 100)               | 12      |
| Stany Zjednoczone (Mainstream Rock Songs) | 1       |
| Stany Zjednoczone (Top 40 Mainstream)     | 11      |
| Szwajcaria                                | 4       |
| Szwecja                                   | 3       |

| Lista (1993)              | Pozycja |
| ------------------------- | ------- |
| Holandia (Single Top 100) | 93      |
| Kanada (RPM)              | 62      |
| Stany Zjednoczone         | 60      |
| Lista (1994)              | Pozycja |
| Belgia                    | 92      |
| Niemcy                    | 78      |
| Szwajcaria                | 45      |

### Certyfikaty
| Państwo           | Certyfikat | Sprzedaż |
| ----------------- | ---------- | -------- |
| Niemcy            | złoto      | 250 000+ |
| Norwegia          | złoto      | 5 000+   |
| Stany Zjednoczone | złoto      | 500 000+ |